# پارک ملی مونگو
پارک ملی مونگو (به انگلیسی: Mungo National Park) یک منطقهٔ مسکونی در استرالیا است که در نیو ساوت ولز واقع شده‌است. این پارک در تاریخ ۶ آوریل ۱۹۷۹ شروع به فعالیت کرد.